# Foveacorpus parvus
Espèce
Foveacorpus parvus est une espèce fossile d'opilions cyphophthalmes.

## Distribution
Cette espèce a été découverte dans de l'ambre de Birmanie. Elle date du Crétacé.

## Systématique et taxinomie
Cette espèce a été décrite par Bartel, Dunlop et Giribet en 2023.

## Publication originale
- Bartel, Dunlop & Giribet, 2023 : « An unexpected diversity of Cyphophthalmi (Arachnida: Opiliones) in Upper Cretaceous Burmese amber. » Zootaxa, vol. 5296(3), p. 421-445.